# 吉田真理子
吉田真理子（1954年7月27日—），埼玉县与野市出身，是一名日本前排球运动员。她在1976年夏季奥林匹克运动会中，参加了女子排球比赛并获得金牌。她也曾获得1978年世界女子排球锦标赛银牌。